# Das schweigende Klassenzimmer
Das schweigende Klassenzimmer (« La classe silenciosa ») segons el llibre de Dietrich Garstka, és una pel·lícula alemanya dirigida per Lars Kraume, estrenada l'any 2018. Estrenada a l'estat espanyol amb el títol de La revolución silenciosa.

## Argument
L'any 1956, a la República democràtica alemanya, 19 estudiants d'institut de Stalinstadt decideixen de fer un minut de silenci per retre homenatge a les víctimes de la insurrecció de Budapest, reprimida per les tropes soviètiques. Donen com a pretext la mort anunciada per una ràdio de l'Oest del famós futbolista hongarès Ferenc Puskás, nova que resultarà falsa. Amb els seus camarades, Kurt, Theo i Lena esdevenen llavors el blanc del govern, que busca identificar i castigar els responsables d'aquest acte de rebel·lió que es va convertir en un escàndol d'Estat.

## Repartiment
- Leonard Scheicher: Theo Lemke, el fill d'obrer siderúrgic
- Tom Gramenz: Kurt Wächter, el fill d'executiu del partit
- Lena Klenke: Lena
- Isaiah Michalski: Paul, el nebot de Eugène
- Jonas Dassler: Erik Babinski, el fill d'heroi del « Front vermell »
- Ronald Zehrfeld: Hermann Lemke, el pare de Théo
- Florian Lukas: el director Schwarz
- Jördis Triebel: Madame Kessler
- Michael Gwisdek: Edgar, el vell oncle de Paul que escolta la ràdio RIAS
- Burghart Klaußner: el ministre alemany de l'Educació Fritz Lange
- Max Hopp: Hans Wächter, el pare de Kurt
- Judith Engel: Anna Wächter, la mare de Kurt
- Götz Schubert: el pastor Melzer
- Rolf Kanies: Wardetzki

## Crítica
- Al Figaro Revista, Jean-Christophe Buisson estima que « més enllà de la dimensió política d'aquest film admirable en tot punt (gramàtica narrativa, posada en escena, ritme, interpretació), aquesta fotografia/radiografia de l'Alemanya de l'est sedueix per la seva meticulositat i el seu rigor històric.
- Judiciosa i ben confeccionada, al mateix temps que molt entretinguda (...) excel·lent llargmetratge (…) Puntuació: ★★★★ (sobre 5)"[2]
- "Una versió anodina i comercial, encara que profundament respectuosa, d'una fascinant nota a peu de pàgina de la història d'Alemanya de l'Est (...) La subtilesa no és el punt fort de Kraume"[3]
- "Desplega amb habilitat el complex context sociopolític i històric de la història (...) La pel·lícula es torna més problemàtica en la seva segona meitat, convertint-se en melodramàtica i obvia"[4]